# Monasterio de San Juan (Müstair)

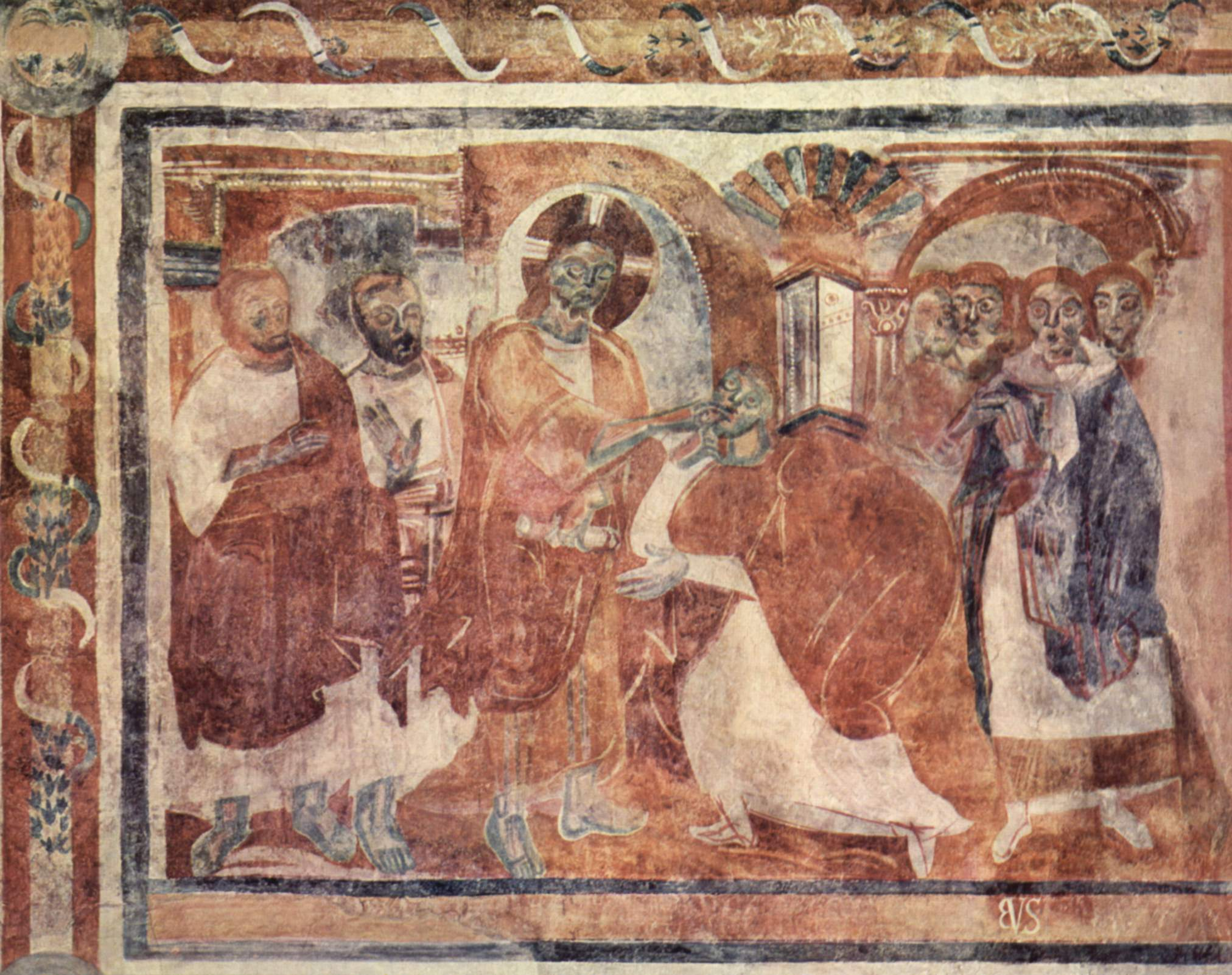
Frescos románicos del monasterio.

El monasterio de San Juan es una antigua abadía benedictina situada en Müstair, Suiza. Está dedicada a san Juan Bautista.
Desde 1983 ha sido incluido en la lista de Patrimonio de la Humanidad de la Unesco debido al extraordinario ciclo de frescos de época carolingia (siglo IX) que se conserva en ella.
La abadía fue fundada hacia el año 780 por el obispo de Coira. En 1167 fue transformada en convento de monjas. Durante las restauraciones que se llevaron a cabo en el siglo XX se encontraron frescos de la época románica, datables hacia el año 1160.

## Los frescos carolingios
Los frescos carolingios se encuentran en la iglesia y representan Historias del Antiguo y del Nuevo Testamento pintadas hacia el año 830. Están muy dañados y se pueden apreciar solo en el conjunto. Una de las escenas más completas es la Curación de la hemorroísa, donde se nota una pincelada rápida, con pocos colores, que sobrepone los fondos y resalta las figuras. La técnica y el estilo recuerdan los frescos de la iglesia de Santa María Foris Portas de Castelseprio, Lombardía, por lo que se piensa que en Müstair trabajó algún maestro lombardo o que tenía conocimiento directo de las técnicas pictóricas de tal sitio.

## El sendero de las horas
En la primavera de 2006 se construyó el sendero de las horas que desde el monasterio llega hasta la Abadía de Monte María, cerca de Malles. Este proyecto costó cerca de 84.000 euros y fue cofinanciado por la Comunidad Europea a través del fondo europeo de desarrollo regional. 